# Liste der Baudenkmale in Sonnewalde
In der Liste der Baudenkmale in Sonnewalde sind alle Baudenkmale der brandenburgischen Gemeinde Sonnewalde und ihrer Ortsteile  aufgelistet. Grundlage ist die Veröffentlichung der Landesdenkmalliste mit dem Stand vom 31. Dezember 2023. Die Bodendenkmale sind in der Liste der Bodendenkmale in Sonnewalde aufgeführt.

## Baudenkmale in den Ortsteilen
In den Spalten befinden sich folgende Informationen:
- ID-Nr.: Die Nummer wird vom Brandenburgischen Landesamt für Denkmalpflege vergeben. Ein Link hinter der Nummer führt zum Eintrag über das Denkmal in der Denkmaldatenbank. In dieser Spalte kann sich zusätzlich das Wort Wikidata befinden, der entsprechende Link führt zu Angaben zu diesem Denkmal bei Wikidata.
- Lage: die Adresse des Denkmales und die geographischen Koordinaten. Link zu einem Kartenansichtstool, um Koordinaten zu setzen. In der Kartenansicht sind Denkmale ohne Koordinaten mit einem roten beziehungsweise orangen Marker dargestellt und können in der Karte gesetzt werden. Denkmale ohne Bild sind mit einem blauen bzw. roten Marker gekennzeichnet, Denkmale mit Bild mit einem grünen beziehungsweise orangen Marker.
- Bezeichnung: Bezeichnung in den offiziellen Listen des Brandenburgischen Landesamtes für Denkmalpflege. Ein Link hinter der Bezeichnung führt zum Wikipedia-Artikel über das Denkmal.
- Beschreibung: die Beschreibung des Denkmales
- Bild: ein Bild des Denkmales und gegebenenfalls einen Link zu weiteren Fotos des Baudenkmals im Medienarchiv Wikimedia Commons

### Breitenau
| ID-Nr.   | Lage                | Bezeichnung | Beschreibung | Bild |
| -------- | ------------------- | ----------- | --- | ---- |
| 09135064 | Breitenau 7a (Lage) | Dorfkirche  | Die evangelische Kirche wurde in der ersten Hälfte des 14. Jahrhunderts erbaut, der Turm wurde im Barock hinzugefügt. Im Chorbereich befinden sich Wandmalereien aus dem 15. Jahrhundert. | BW   |

### Dabern
| ID-Nr.            | Lage        | Bezeichnung                   | Beschreibung                                              | Bild           |
| ----------------- | ----------- | ----------------------------- | --------------------------------------------------------- | -------------- |
| 09135053 Wikidata | B 96 (Lage) | Kursächsische Halbmeilensäule | Die Halbmeilensäule aus Sandstein wurde 1725 aufgestellt. | weitere Bilder |

### Friedersdorf
| ID-Nr.                           | Lage                            | Bezeichnung                    | Beschreibung | Bild           |
| -------------------------------- | ------------------------------- | ------------------------------ | --- | -------------- |
| 09135115 Wikidata                | Friedersdorfer Straße 5a (Lage) | Dorfkirche                     | Bei der Friedersdorfer Kirche handelt es sich um einen Feldsteinsaalbau. Im Westen des Schiffs ist ein oktogonaler Dachturm zu finden. Die Entstehung wird auf das 15. Jahrhundert datiert. | weitere Bilder |
| 09136164 Wikidata                | Friedersdorfer Straße 26 (Lage) | Alte Dorfschule und Bienenhaus | | weitere Bilder |
| 09136165 Teilobjekt zu: 09136164 | Friedersdorfer Straße 26 (Lage) | Bienenhaus                     | Das Bienenhaus befindet sich vor dem westlichen Giebel der Schule. | BW             |

### Goßmar
| ID-Nr.                           | Lage                | Bezeichnung                                                 | Beschreibung | Bild           |
| -------------------------------- | ------------------- | ----------------------------------------------------------- | --- | -------------- |
| 09135289 Wikidata                | Dorfanger 31 (Lage) | Dorfkirche mit Friedhofsmauer und Grabmal für A. F. Teubner | Die evangelische Kirche wurde in der ersten Hälfte des 14. Jahrhunderts erbaut, der Turm kam später hinzu. Auf dem Friedhof befindet sich das Grabmal von August Friedrich Teubner. | weitere Bilder |
| 09136257 Teilobjekt zu: 09135289 | Dorfanger 31 (Lage) | Grabmal                                                     | Das Grabmal ist August Friedrich Teubner gewidmet. Dieser ist 1800 gestorben. | Grabmal        |

### Großkrausnik
| ID-Nr.            | Lage   | Bezeichnung | Beschreibung | Bild           |
| ----------------- | ------ | ----------- | --- | -------------- |
| 09135118 Wikidata | (Lage) | Dorfkirche  | Die Kirche ist ein Saalbau mit dreiseitigen Ostschluss aus der Spätgotik. Im Westen der Kirche befindet sich ein Dachreiter mit einer Schweifhaube. Im Inneren befindet sich als Decke eine Holztonne und eine dreiseitige Empore. Der Altaraufsatz ist aus der zweiten Hälfte des 17. Jahrhunderts. | weitere Bilder |

### Kleinbahren
| ID-Nr.   | Lage               | Bezeichnung                                           | Beschreibung | Bild |
| -------- | ------------------ | ----------------------------------------------------- | --- | ---- |
| 09136014 | Hauptstraße (Lage) | Denkmalwand, im Wald zwischen Crinitz und Kleinbahren | Das Denkmal befindet sich im Wald zwischen Crinitz und Kleinbahren, die UTM-Koordinaten (WGS84) sind: E: 412700, N: 5730355 | BW   |

### Münchhausen
| ID-Nr.            | Lage   | Bezeichnung                   | Beschreibung | Bild           |
| ----------------- | ------ | ----------------------------- | --- | -------------- |
| 09135290 Wikidata | (Lage) | Dorfkirche mit Friedhofsmauer | Unter Denkmalschutz steht hier die Dorfkirche mit Friedhofsmauer. Die Entstehung wird auf das Jahr 1895 datiert. | weitere Bilder |

### Pießig
| ID-Nr.            | Lage             | Bezeichnung | Beschreibung | Bild           |
| ----------------- | ---------------- | ----------- | --- | -------------- |
| 09135553 Wikidata | Pießig 29 (Lage) | Wassermühle | Baugeschichte: Die Wassermühle Pießig wurde zwischen 1820 und 1823 errichtet und diente Mahl- und Sägezwecken. Im linken Teil befindet sich die Mühle, rechts die heute noch bewohnte Wohnung. Um 1840 wurde das Sägewerk angebaut; heute ist das Mühlengebäude zweigeschossig. Der Betrieb wurde 1958 eingestellt, 1985 wurden das Wasserrecht der Mühle und das Nutzungsrecht des Teiches abgegeben. Im Jahr 2005 erfolgte eine Restaurierung. Technische Daten: Das unterschlächtige Wasserrad hat einen Durchmesser von ca. 5,00 m und eine Breite von ca. 1,50 m. Das Sägegatter ist eine Horizontalgattersäge mit einem Sägeblatt. Antrieb des Mahlganges und der Sägemühle erfolgten durch ein Wasserrad, sodass kein Parallelbetrieb möglich war. Die technische Ausrüstung ist vollständig und unverändert erhalten und prinzipiell funktionstüchtig. | weitere Bilder |

### Schönewalde
| ID-Nr.                           | Lage                            | Bezeichnung                                                                       | Beschreibung | Bild                                                                              |
| -------------------------------- | ------------------------------- | --------------------------------------------------------------------------------- | --- | --------------------------------------------------------------------------------- |
| 09135126 Wikidata                | Kirchhainer Chaussee 46a (Lage) | Dorfkirche                                                                        | Es handelt sich hier um einen Backsteinsaalbau mit eingezogenem Chor. Im Westen ist ein Kirchturm in Form eines Dachreiters zu sehen. Die Entstehung wird der Kirche auf das 13. Jahrhundert datiert. | weitere Bilder                                                                    |
| 09135682                         | Dorfstraße 7 (Lage)             | Gehöft, bestehend aus Wohnhaus, Scheune, Stall mit Futterküche sowie Stallscheune | Unter Denkmalschutz steht ein Gehöft dessen Entstehung auf die Zeit zwischen 1820 und 1835 datiert wird. Beim Wohnhaus handelt es sich um einen in Blockbauweise entstandenes Wohnstallgebäude.       | Gehöft, bestehend aus Wohnhaus, Scheune, Stall mit Futterküche sowie Stallscheune |
| 09136401 Teilobjekt zu: 09135682 | Dorfstraße 7 ()                 | Wohnhaus                                                                          | | ein Bild hochladen                                                                |
| 09136402 Teilobjekt zu: 09135682 | Dorfstraße 7 ()                 | Scheune                                                                           | | ein Bild hochladen                                                                |
| 09136403 Teilobjekt zu: 09135682 | Dorfstraße 7 ()                 | Scheune & Stall                                                                   | | ein Bild hochladen                                                                |
| 09136404 Teilobjekt zu: 09135682 | Dorfstraße 7 ()                 | Schweinestall                                                                     | | ein Bild hochladen                                                                |

### Sonnewalde
| ID-Nr.                           | Lage                        | Bezeichnung | Beschreibung | Bild                                        |
| -------------------------------- | --------------------------- | --- | --- | ------------------------------------------- |
| 09135061                         | (Lage)                      | Marktplatz und mittelalterliche Stadtanlage | | Marktplatz und mittelalterliche Stadtanlage |
| 09135127 Wikidata                | Schloßstraße (Lage)         | Stadtpfarrkirche | Die evangelische Kirche stammt aus dem Ende des 14. Jahrhunderts / Anfang des 15. Jahrhunderts. Die Kirche wurde aus Backstein errichtet, ist jetzt aber verputzt. An der Nordseite war das Hauptportal mit Freitreppe. Die Treppe ist nicht mehr vorhanden. | weitere Bilder                              |
| 09136040 Teilobjekt zu: 09135127 | Schloßstraße (Lage)         | Orgelprospekt | | Orgelprospekt                               |
| 09135844                         | (Lage)                      | Familienfriedhof der Grafen zu Solms-Sonnewalde | Der einstige Familienfriedhof ist etwa einen Kilometer nordwestlich des Ortszentrums zu finden. Die Entstehung wird auf das Jahr 1866 datiert. | BW                                          |
| 09135813                         | Kirchhainer Straße 1 (Lage) | Mehrfamilienhaus mit Nebengebäude | Bei dem Sechsfamilienhaus handelt es sich um einen eingeschossigen Ziegelbau mit Krüppelwalmdach. Die Entstehung wird auf das Jahr 1930 datiert. | Mehrfamilienhaus mit Nebengebäude           |
| 09136448 Teilobjekt zu: 09135813 | Kirchhainer Straße 1 ()     | Stall | | ein Bild hochladen                          |
| 09135308                         | Hintergasse 6, 7 (Lage)     | Wohnhaus | Es handelt sich hier um ein zweigeschossiges Gebäude aus Ziegel- und Feldsteinen mit Walmdach in Fachwerkbauweise. Die Entstehung wird auf das 15. Jahrhundert datiert. | Wohnhaus                                    |
| 09135833                         | Luckauer Straße 8 (Lage)    | Getreidemühle Reimann, bestehend aus: Mühlengebäude, Siloturm mit Anbau, Stall- und Remisengebäude, Werkstattgebäude mit Trafostation, Anbau und Kopfsteinpflasterung | Der Mühlenkomplex entstand in den Jahren 1908 bis 1910 zum Teil nach Entwürfen von Paul Reimann. 1934 erfolgte eine Erweiterung der Anlage. | weitere Bilder                              |
| 09135834 Teilobjekt zu: 09135833 | Luckauer Straße 8 ()        | Silo | | ein Bild hochladen                          |
| 09135835 Teilobjekt zu: 09135833 | Luckauer Straße 8 ()        | Stall & Remise | | ein Bild hochladen                          |
| 09135836 Teilobjekt zu: 09135833 | Luckauer Straße 8 ()        | Werkstattgebäude & Maschinenhaus | | ein Bild hochladen                          |
| 09135953 Teilobjekt zu: 09135833 | Luckauer Straße 8 ()        | Trafostation | | ein Bild hochladen                          |
| 09135829                         | Markt (Lage)                | Kriegerdenkmal | Das Gefallenendenkmal ist in unmittelbarer Nähe zur Dorfkirche zu finden. Entstanden ist es in der Zeit zwischen 1925 und 1930. | Kriegerdenkmal                              |
| 09135517                         | Markt 35 (Lage)             | Wohn- und Geschäftshaus mit Hofbebauung | Es handelt sich hier um einen zweigeschossigen Fachwerkbau mit Mansarddach. Die Entstehung wird auf die zweite Hälfte des 18. Jahrhunderts datiert. Im Jahre 1919 erfolgten Umbauarbeiten zum Ladengeschäft. | Wohn- und Geschäftshaus mit Hofbebauung     |
| 09135004                         | Schloßstraße 10 (Lage)      | Forsthaus (Wohnhaus) mit Gartenumfriedung | Das Forsthaus ist ein 1 ⁄2-geschossiger Fachwerkbau mit Satteldach. Die Entstehung wird auf die Zeit um 1900 datiert. | weitere Bilder                              |
| 09136181 Teilobjekt zu: 09135004 | Schloßstraße 10 ()          | Wirtschaftsgebäude | | ein Bild hochladen                          |
| 09135618                         | Schloßstraße 17 (Lage)      | Wohnhaus | Das Gebäude ist ein zweigeschossiger Fachwerkbau mit Satteldach. Die Entstehung wird auf die erste Hälfte des 19. Jahrhunderts datiert. | weitere Bilder                              |
| 09135518                         | Schloßstraße 19, 20 (Lage)  | Schule (heute Wohnhaus) | Bei dem einstigen Schulgebäude handelt es sich um einen zweigeschossigen Fachwerkbau mit Satteldach. Die Entstehung wird auf die Zeit zwischen 1756 und 1815 datiert. | Schule (heute Wohnhaus)                     |
| 09135075 Wikidata                | Schloßstraße 21, 21a (Lage) | Gesamtanlage des Schlosses Sonnewalde mit „Vorderschloss“ und Wirtschaftshof mit Hof- und Zufahrtsbereichen, Stall- und Wirtschaftsgebäuden sowie Eiskeller, mit den Kelleranlagen des einstigen Schlossgebäudes (Hinterschloss), und mit Park und der Schlossgärtnerei (Lustgarten) einschließlich Orangerie und Nebengebäude | Unter Denkmalschutz stehen hier die Reste des Schlosses Sonnewalde. Das Hauptgebäude fiel zwei Jahre nach Ende des Zweiten Weltkrieges im Jahre 1947 einem Brand zum Opfer. Erhalten geblieben ist das Vorderschloss, dessen Entstehung auf das 15. Jahrhundert datiert wird. Beim Schlosspark handelt es sich um einen in der Mitte des 19. Jahrhunderts entstandenen Landschaftspark. | weitere Bilder                              |
| 09136177 Teilobjekt zu: 09135075 | Schloßstraße 21, 21a ()     | Wehranlage & Torhaus & Wohnhaus | | Wehranlage & Torhaus & Wohnhaus             |
| 09136178 Teilobjekt zu: 09135075 | Schloßstraße 21, 21a ()     | Wehrturm | | Wehrturm                                    |
| 09136180 Teilobjekt zu: 09135075 | Schloßstraße 21, 21a ()     | Wirtschaftshof | | ein Bild hochladen                          |
| 09136179 Teilobjekt zu: 09135075 | Schloßstraße 21, 21a ()     | Eiskeller | | ein Bild hochladen                          |
| 09134843 Teilobjekt zu: 09135075 | Schloßstraße 21, 21a ()     | Stall | | ein Bild hochladen                          |
| 09136037 Teilobjekt zu: 09135075 | Schloßstraße 21, 21a ()     | Stall & Remise & Mühle | | ein Bild hochladen                          |
| 09136039 Teilobjekt zu: 09135075 | Schloßstraße 21, 21a ()     | Stall | | ein Bild hochladen                          |
| 09136171 Teilobjekt zu: 09135075 | Schloßstraße 21, 21a ()     | Stallscheune | | ein Bild hochladen                          |
| 0913 Teilobjekt zu: 09135075     | Schloßstraße 21, 21a ()     | Wirtschaftsgebäude / Hundezwinger | | ein Bild hochladen                          |
| 09136173 Teilobjekt zu: 09135075 | Schloßstraße 21, 21a ()     | Kelleranlage | | ein Bild hochladen                          |
| 09136174 Teilobjekt zu: 09135075 | Schloßstraße 21, 21a ()     | Schlosspark | | ein Bild hochladen                          |
| 09136175 Teilobjekt zu: 09135075 | Schloßstraße 21, 21a ()     | Gärtnerei | | ein Bild hochladen                          |
| 09136176 Teilobjekt zu: 09135075 | Schloßstraße 21, 21a ()     | Orangerie & Nebengebäude | | ein Bild hochladen                          |

### Zeckerin
| ID-Nr.            | Lage                         | Bezeichnung | Beschreibung | Bild           |
| ----------------- | ---------------------------- | ----------- | --- | -------------- |
| 09135131 Wikidata | Zeckeriner Dorfstraße (Lage) | Dorfkirche  | Es ist eine Feldsteinkirche mit einem eingezogenen Chor aus der Spätgotik. Auf dem Dach befindet sich ein Turm mit einer Haube. Der Altaraufsatz im Inneren stammt aus der ersten Hälfte des 17. Jahrhunderts. Die Kanzel wurde zu Beginn des 18. Jahrhunderts erstellt. | weitere Bilder |